# Meraz
Apellido toponímico proveniente del Meras de Asturias. Al parecer sus antecedentes más lejanos conocidos son de la época de la Reconquista española. Ha tenido diversos enigmas y tradiciones en el transcurso de su historia.

## Datos históricos
Meraz, como ya se dijo, viene del poblado de Meras de Asturias del siglo XV.
El primer Meraz importante que nació con este apellido fue Pablo Meraz, el cual fue a su vez nieto del Conde de Toreno, quien se apodaba de igual forma: Pavick de Meraz.

## Sancho García de Merás

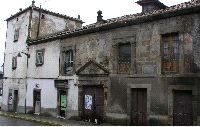
Palacio Meraz.

Procedente de Merás, un lugar del concejo asturiano de Valdés, probablemente llevaba sangre castrense y marinera, marido de Aldonza Martínez de la Plaza de Tíneo.

## Ignacio José de Merás Solís
Nacido en 1738. Hijo de Ignacio José de Merás Solís. Juez y regidor perpetuo de Tineo, Cangas y Luarca. Diputado del principado de Asturias. Gentilhombre de cámara de Carlos III. Durante 38 años mayordomo mayor y gobernador del cuarto del Infante Don Luis. Historiador. Poeta, autor de un poema al enemigo de su tío, Barbarroja.

## José María Merás Alfonso
Hijo de Ignacio José de Merás Solís. A los dos años contrajo la viruela, lo cual lo dejó con una ceguera permanente. Firmando con el pseudónimo Meriso Oftálmico una tragedia de nombre Horruc Barbarroja, una continuación del poema de su padre.

## Sancho de Merás
Señor de Toreno en 1613. Nieto de Sancho García de Merás. 

### La compra de Toreno y el fraude
En 1613, este hombre, de origen asturiano y vecino de Sevilla, compra Toreno y Tombrio a Jerónimo Vázquez, en 16.000 ducados. Sancho se había casado tres años antes con Clara Bernaldo de Quirós. Pero he ahí que, en aquel mismo año de 1613, se descubren a dicho capitán, en la Casa de Contratación de Sevilla, 36 cajas de plata que había traído de América y por las que no habían pagado el "quinto" de su valor en las aduanas.

### El castigo
Como consecuencia del fraude, el rey embarga inmediatamente todos los bienes de Sancho, entre ellos las villas de Toreno y Tombrio y sus lugares, incorporándolos a la Corona. De manera que, de facto, dichas villas apenas estuvieron un año en su poder, porque el tiempo que siguió fue de pleitos y especulaciones. Nunca se supo en realidad si estaba muerto, o si permanecía fugado y en rebeldía.

## Etimología
Meraz significa el nombre del lugar de donde proviene esta familia: Meras. Aunque en Francia la terminología de esta palabra significa Feuillet Enlumine.

## Escudo de Meraz
En la historia del apellido Meraz ha habido diferentes tipos de escudos a través de las generaciones, y cada uno tiene relación con un hecho de importancia en el apellido.

### Escudo de Sancho García de Meras
De oro, con una cruz trebolada de gules y cuatro manos de encarnación apalmadas, una en cada ángulo de la cruz, sostenido por el águila de San Juan, pasmada, de sable, con el pico y las garras de gules. El todo orlado con el cordón de San Francisco. Debajo la leyenda: "SANCHO GARCÍA DE MERAS ME REEDIFICO 1525".

### Escudo de Garci Fernández de la Plaza de Tineo
Este escudo pertenece por orden hereditario con la persona de Garci Fernández de la Plaza.

#### Historia

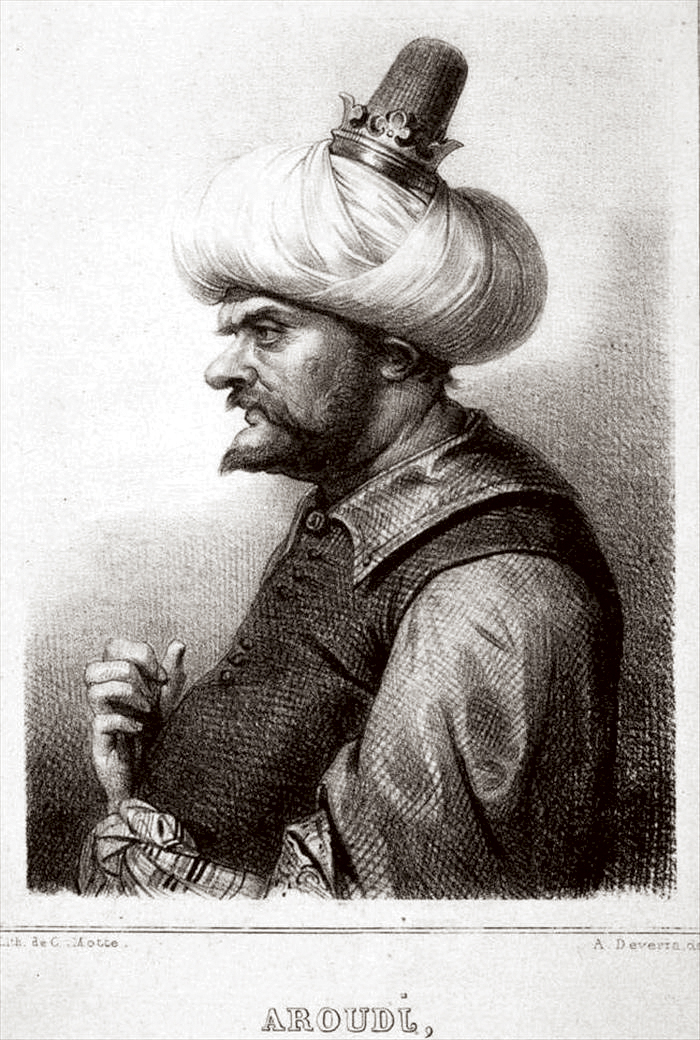

La esposa del primer Meras en existir (Sancho García de Meras) fue Aldonza Martínez de la Plaza de Tíneo, quien era hermana y heredera del célebre Garci Fernández de la Plaza, valiente capitán de Carlos V, que en 1518, tras la victoria de Tremecén por el marqués de Comares, gobernador de Carlos V en Orán, había luchado cuerpo a cuerpo con el terrible corsario Baba Aruj , el primogénito de los famosos Barbarroja, cuando huía en busca de refuerzos, rindiéndole en un corral de ganado y luchando con él cuerpo a cuerpo hasta arrojarlo al suelo y cortarle la cabeza, junto a otros cuatro moros capitanes.

#### Descripción
Cinco testas, que representan a los cuatro moros y a Harug, se incorporaron a su escudo, con el privilegio imperial de poder usar también el sobrenombre de Barbarroja.

### Escudo partido
Este escudo junta al de García de Meras y al de Gari Fernández de la Plaza.

#### Descripción
1.°, en campo de oro, cinco cabezas de moro, ganadas por su ascendiente Garcí Fernández de la Plaza en la conquista de Orán, y 2.°, en campo de azur, una cruz de plata, terminada en cuatro manos del mismo metal. Por timbre, un águila de sable, con este lema: Virtus omnia vincit ("La virtud conquista a todos").

## Meraz en México
Los primeros pobladores Meraz en México arribaron en caravanas y se adentraron al país, ubicándose en la Sierra Madre Occidental de Chihuahua, Sonora y Durango, probablemente se ubicaron aquí por la semejanza a de donde provenían, además de que en estos lugares podían hacer lo que sabían: agricultura y minería.
El lugar en donde existen más Meraz en México es Durango, de donde han salido muchas figuras famosas del ámbito artístico, político e histórico. Uno de éstos es el general de la época porfiriana Octaviano Meraz.
En 1938 nace el artista plástico dedicado fundamentalmente al abstracto y al arte figurativo-imaginativo mexicano, el reconocido Tomás Meraz.
En 1951 nace el destacado periodista Gregorio Armando Meraz Mejorado, ganador de múltiples premios nacionales de periodismo.
- Datos: Q37547369
- Multimedia: Meraz (surname) / Q37547369